# Лучик Олександр Юрійович
Олександр Юрійович Лучик (30 березня 1994, Вижниця) — український футболіст, півзахисник клубу «Альянс».

## Ігрова кар'єра
Вихованець ДЮСШ-3 (Івано-Франківськ) і маріупольського «Іллічівця». Після завершення навчання почав грати в молодіжній першості за маріупольську команду. У дублі «Іллічівця» за три сезони провів 46 матчів. У цей період залучався до ігор юнацької збірної України U-18, за яку провів 11 матчів, забив 2 голи.
Влітку 2014 року перейшов в клуб першої ліги ПФК «Суми». Гравець, який добре знайомий тренеру Юрію Ярошенку по спільній роботі в «Іллічівці», був запрошений в команду після відходу досвідчених лідерів півзахисту на чолі з Тарасом Дураєм,  через що в центрі поля у сум'ян намічалися великі проблеми. Дебютувавши у дорослому футболі, Лучик з перших матчів вийшов на хороший рівень, взявши участь у всіх матчах першої частини сезону, зігравши в результаті більше всіх матчів серед півзахисників.
Після впевненої гри у Першій лізі вже найближчої зими Лучик був запрошений назад в «Іллічівець». З маріупольцями провів турецький збір, після чого 10 квітня 2015 року в грі з «Говерлою», замінивши на 94-й хвилині Рінара Валєєва, дебютував у Прем'єр-лізі. До кінця сезону ще двічі в матчах вищого дивізіону виходив на поле у футболці першої команди, обидва рази міняючи партнерів перед самим фінальним свистком. У наступному сезоні 2015/16 зіграв ще один матч за клуб у Першій лізі.
Протягом сезону 2016/17 виступав на правах оренди за першолігові клуби «Суми» та «Полтава», після чого підписав повноцінний контракт з клубом МФК «Миколаїв»